# Franck de Almeida
Franck de Almeida, född 6 februari 1983, är en friidrottare från Brasilien. Han deltog vid olympiska sommarspelen 2008 och olympiska sommarspelen 2012.